# Briefmarkenpapier
Ein Briefmarkenpapier ist ein speziell für den Druck von Briefmarken hergestelltes Papier. Ein Briefmarkenpapier muss qualitativ hochwertig sein, da es den hohen drucktechnischen Anforderungen an das Markenbild entsprechen muss sowie sicher vor Fälschungen und bei den einzelnen Teilauflagen einer Ausgabe nicht voneinander unterscheidbar sein soll. Dies ist vor allem in Krisenzeiten nicht immer möglich.
Die Gummierung des Briefmarkenpapiers erfolgt meistens aus drucktechnischen Gründen schon vor dem Druck.

## Briefmarkenpapierarten
Mit der Zeit entstanden zahlreiche verschiedene Papierarten:

### Handgeschöpfte Papiere
Zu Beginn der Briefmarkenausgaben der einzelnen Ländern wurden manches Mal noch handgeschöpfte Papiere verwendet. Diese sind rauer und schwanken viel mehr in der Dicke im Vergleich zu maschinell hergestelltem Papier. Dieses handgeschöpfte Papier wurde deswegen bald durch maschinell hergestelltes, satiniertes Papier abgelöst.
In Österreich wurde beispielsweise in den Jahren von 1850 bis 1854 (Wappenausgabe 1850) handgeschöpftes Papier verwendet. Man findet zahlreiche Besonderheiten bei dieser Ausgabe wie quadrilliertes oder wolkiges Papier.

### Fälschungssichere Papiere
Mit der Zeit machte man sich immer mehr Gedanken über die Fälschungssicherheit der Papiere. Es wurden zahlreiche Briefmarkenpapierarten entwickelt, die vor Fälschungen schützen sollen. Zu den wichtigsten zählen:
- Wasserzeichenpapier: Wasserzeichen sind die älteste Methode zur Verhütung von Fälschungen zum Schaden der Post, die schon bei den ersten Briefmarken der Welt zur Anwendung kam.[1]
- Faserpapier: Bei Faserpapier werden dem Papierbrei (oft verschieden farbige) Seidenfadenflocken hinzugefügt, die später im Papier sichtbar werden. Solches Faserpapier findet man sehr häufig bei älteren Briefmarkenausgaben.
- Seidenfaden: Bei manchen Briefmarkenausgeben wurde in die noch nasse Papiermasse ein farbiger Seidenfaden eingebettet. Diese Schutzmaßnahmen findet man beispielsweise bei den Briefmarkenausgaben der deutschen Staaten Bayern und Württemberg sowie in der Schweiz.
- Farbige Papiere: Farbige Papiere sollten ebenfalls das Fälschen erschweren. Ist das Papier nur vorderseitig gefärbt spricht man von gefärbtem Papier. Solche Schutzmaßnahmen findet man zum Beispiel bei den ersten Briefmarken Bayerns.

Heutzutage werden diese Schutzmaßnahmen des Papieres nicht mehr verwendet.

### Edle Papiere
Für Briefmarkenausgaben zu besonderen Anlässen oder für Briefmarkenblocks wurde oftmals besseres, edleres Papier verwendet als für die gewöhnlichen Freimarken. Zu diesen besonderen Papierarten zählen:
- Kreidepapier (gestrichenes Papier)
- Büttenpapier
- Japanpapier

Das glänzende Kreidepapier findet sich jedoch auch oft bei normalen Freimarkenausgaben. Seit einigen Jahren werden in Deutschland Briefmarken nur noch im Offsetdruck auf gestrichenem Papier hergestellt.

### Aushilfspapiere
In Notzeiten wurden oftmals auf ungewöhnliche Papierarten zurückgegriffen. Die Papierqualität ist in solchen Zeiten oft schlecht. In Lettland druckte man beispielsweise 1918 bis 1920 Briefmarken auf den Rückseiten von Landkarten und unfertigen Bogen von Geldscheinen oder auf liniertem Schreibpapier.

### Modernes Briefmarkenpapier
Heutzutage verwendet man meistens Briefmarkenpapiere mit Lumineszenzkörper. Man unterscheidet fluoreszierende, phosphoreszierende sowie Briefmarkenpapiere mit optischem Aufheller. 

## Varianten des Briefmarkenpapieres
Philatelisten unterscheiden bei Briefmarkenpapieren vieler Ausgaben verschiedene Abarten wie unterschiedliche Richtungen von Rippung oder Streifung des Papiers, seine Farbe, Dicke oder Glattheit, das Vorhandensein von Phosphoreszenz oder Fluoreszenz, aber auch Zufälligkeiten des Herstellungsprozesses wie Papierfalten.